# Gephyrina imbecilla
Gephyrina imbecilla là một loài nhện trong họ Philodromidae.
Loài này thuộc chi Gephyrina. Gephyrina imbecilla được Cândido Firmino de Mello-Leitão miêu tả năm 1917.